# ديفيد ليويلين (لاعب كرة قدم)
ديفيد ليويلين (بالإنجليزية: David Llewellyn)‏ هو لاعب كرة قدم بريطاني، ولد في 9 أغسطس 1949 في كارديف في المملكة المتحدة. لعب مع وست هام يونايتد.